# Lucie Gordian
Lucie Gordian (geborene Goldner; geboren 21. Jänner 1918 in Wien, Österreich-Ungarn; gestorben 14. September 2000 in Melbourne) war eine österreichisch-australische Schwimmerin.

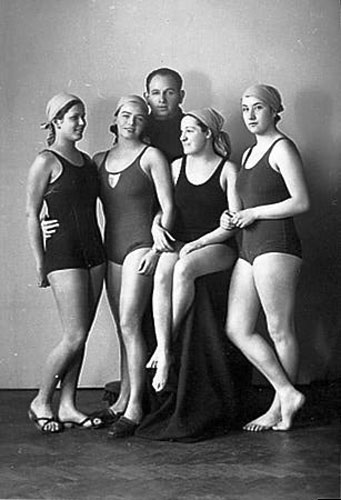
Trainer Zsigo Wertheimer mit Judith Deutsch, Hedy Bienenfeld, Fritzi Löwy und Lucie Goldner

## Leben
Lucie Goldner war 1935 Teilnehmerin der Maccabiade in Tel Aviv. Sie war 1936 eine von acht jüdischen Sportlerinnen und Sportlern, die vom ÖOC in die österreichische Olympiamannschaft berufen wurden. Sechs davon, mit ihr die Schwimmerinnen Judith Deutsch und Ruth Langer, boykottierten als Zeichen des Protests gegen die Rassenpolitik des Dritten Reiches und wegen der Verfolgung der Juden in Deutschland die Olympischen Spiele in Berlin.
Lucie Goldner wurde, wie auch die beiden anderen Hakoah-Schwimmerinnen Deutsch und Langer, vom Österreichischen Schwimmverband lebenslang gesperrt sowie aller Titel und Medaillen für verlustig erklärt. Erst nach massiven internationalen Protesten wurde die Sperre auf zwei Jahre reduziert, die Tilgung ihrer Namen aus der Liste der Bestleistungen blieb aber bestehen. Eine Rehabilitierung erfolgte erst anlässlich des 100-jährigen Jubiläums des Österreichischen Schwimmverband (VÖS).
Goldner wurde nach dem Anschluss Österreichs 1938 festgenommen, konnte aber nach London entkommen, wo sie den tschechischen Emigranten Henry Gordian heiratete. Ihr Bruder Peter und ihr Vater konnten ebenfalls entkommen, ihre Mutter wurde Opfer des Holocaust. Nach dem Krieg gingen Lucie und Henry Gordian und ihre Tochter in die Tschechoslowakei, mussten aber nach der kommunistischen Machtübernahme 1948 Prag verlassen und gelangten nach Australien. Gordian trainierte dort das Schwimmteam des Bundesstaats Victoria. Sie engagierte sich in der Women’s International Zionist Organisation. Sie starb im Jahr der Olympischen Spiele in Sydney; ihre letzte Ruhestätte befindet sich auf dem Springvale Botanical Cemetery, in Springvale, einem Vorort von Melbourne.

## Einzelbelege
1. ↑  Geburtenbuch IKG Wien, 1918, Nr. 126 (Faksimile bei FamilySearch, kostenlose Registrierung erforderlich).
2. ↑  Andreas Beckmann: Sommerspiele 1936 - Olympia unterm Hakenkreuz. Deutschlandfunk, 28. Juli 2016, abgerufen am 5. Januar 2021.
3. ↑   Fremde Soldaten und Flüchtlinge in Schweizer Internierungslagern, bei: Schweizer Radio und Fernsehen, 29. April 2015

| Personendaten    | Personendaten                           |
| ---------------- | --------------------------------------- |
| NAME             | Gordian, Lucie                          |
| ALTERNATIVNAMEN  | Goldner, Lucie (Geburtsname)            |
| KURZBESCHREIBUNG | österreichisch-australische Schwimmerin |
| GEBURTSDATUM     | 21. Januar 1918                         |
| GEBURTSORT       | Wien                                    |
| STERBEDATUM      | 14. September 2000                      |
| STERBEORT        | Melbourne                               |